# Шемса Сулякович
Шемса Сулякович (на бошняшки: Šemsa Suljaković) е босненска фолк певица.

## Биография
Родена е на 29 септември 1951 г. в Маглай, Югославия. Тя е родена като най-голямото от шест деца в етническо босненско семейство. Музикалната й кариера официално започва през 1971 г. През 1978 г. Шемса записва първата си плоча Otišla je ljubav s našeg kućnog praga / Ja zbog tebe sve, с текст, написан от Раде Вучкович и музика от Шабан Шаулич, заедно с музикалния ансамбъл на Ака Степич. Тя постига слава с музикалната група Южен вятър. През 80-те години Шемса и групата провеждат безброй концерти на панаири, сватби и много други места.

## Личен живот
На 16-годишна възраст Шемса се омъжва за съпруг, музикант, от които има син, по-късно се развежда. По-късно се омъжва за друг мъж, акордеонист от Шабац с който също се развежда.

## Дискография
Издава следните албуми:
| - Otišla je ljubav s našeg kućnog praga / Ja zbog tebe sve (1978) - Tri pupoljka / Priđi malo bliže (1980) - Gledam sretne ljude / Šta je s tobom u posljednje vrijeme (1981) - Vjerna u ljubavi (1982) - Uzmi me majko u krilo tvoje (1983) - Prevareni ne vjeruju više (1984) - Srce ću ti dati (1985) - Pristajem na sve (1986) - Baš me briga (1987) - Razbio si čašu (1988) | - Prođi sa mnom ispod duge (1989) - Izdali me prijatelji (1990) - 7000 suza (1991) - Vjerovala sam (1993) - Moje vrijeme došlo je (1998) - Ne vjerujem nikom više (2000) - Južni ritam (2002) - Tako to žene rade (2005) - Kada odem (2007) |